# Бурут
Бурут (хак. пӱрӱт, монг. бүрд, бүрдүүд, ойр. бурд, бурдууд) — один из наиболее многочисленных хакасских сеоков, представленный не только среди качинцев, но и среди кызыльцев и сагайцев. Составлял отдельный административный род Татаров Качинской степной думы. Род бурут также присутствует в составе ряда монгольских народов.

## Происхождение
Как сообщал А. В. Адрианов, буруты считались потомками монголов, пришедших со стороны Тувы и рассеявших кыргызов. Согласно хакасскому фольклору, прародиной бурутов является по одной версии Бурятия, а по другой — страна Тӧрбет (дербеты Северо-Западной Монголии). Отождествление прародины с Бурятией — явление более позднее, связанное с созвучием этнонима бурят (по-хак. «пыраат»), с названием сеока «бурут». Вероятно, этот сеок все-таки относился к потомственным родам Кыргызской земли, ибо джунгары применяли термин «бурут» для обозначения тянь-шаньских киргизов. На Алтае известны идентичные легенды о кыргызах и бурутах, а алтайский сеок бурут в русских документах за 1756 год назван «кыргызы». Кроме того, среди племён Северо-Западной Монголии роды кыргыз, наряду с родами бурутов, относились к древнейшим жителей этой страны.
Существует бурятское предание, согласно которому пять сыновей Атагана образовали роды: хори, хонгодор, шошолок, сойот и бурут.

## Этноним
В древнеалтайском языке волка называли «бүри (büri)». Алтайское слово «бүри (бөри)», помимо названия волка, также обозначало цвет (масть) — серый, светло-серый, темновато-пепельный и т. д. Древнее значение этого слова сохранилось ныне в монгольском языке — сивая лошадь. В кыргызском языке также есть слово «бөрү», то есть волк. А кыргызский язык — один из алтайских языков.

## Буруты в составе монголов
Под этнонимом бурд у монголов подразумеваются енисейские киргизы. В начале XIII века они входили в состав Великого Монгольского государства, к XVII века уже попали под власть ойратских правителей. В начале XVIII века ойраты переселили около 2000 киргизских семей на свою родину (Джунгарию), объединив их в один оток. С этого времени киргизы стали подносить дань Джунгарскому ханству. Представители рода бурд, которые ныне находятся среди халхов и чахаров, являются потомками киргизов, которые пришли на монгольские земли в древние времена. Что касается бурд среди ойратов, по А. Очиру, они вошли в ойратскую среду несколько позже, в период Джунгарского ханства.
В Монголии проживают носители следующих родовых фамилий: бурд, бурдуд, бурдууд, бурдуут, бурт, бурууд, бүрд, бүрд боржигин, бүрд боржигон, бүрдүүд, бүрт, бүрүүд, бүрэд, бүрээд, бүрээт, а также бураад, бураат, бурад, бурат.
Буруты входят в состав халхов, чахаров, баятов, дербетов, торгутов, хотонов, мянгатов, урянхайцев, хонгодоров, хошутов. При этом представители рода бурат среди чахаров и узбеков, по мнению Б. Р. Зориктуева, являются потомками бурят, а не бурутов.
В состав бурят входит род бурутхан, название которого, по мнению ряда исследователей, восходит к этнониму бурут. Род бурутхан входит в состав хонгодоров, аларских и тункинских бурят.